# Cyphacris bimaculata
Cyphacris bimaculata är en insektsart som beskrevs av Willemse, C. 1948. Cyphacris bimaculata ingår i släktet Cyphacris och familjen gräshoppor. Inga underarter finns listade i Catalogue of Life.